# Gohia falxiata
Gohia falxiata là một loài nhện trong họ Toxopidae.
Loài này thuộc chi Gohia. Gohia falxiata được miêu tả năm 1909 bởi Hogg.